# Allan Arkush
Allan Arkush (Jersey City, 30 de abril de 1948) es un cineasta y director de televisión estadounidense, frecuente colaborador de Joe Dante.

## Carrera
Nacido en Jersey City, Nueva Jersey, Arkush inició su carrera como cineasta en la década de 1970, colaborando con directores como Joe Dante o Henry Suso. En 1979 dirigió el filme musical Rock 'n' Roll High School, y a partir de entonces trabajó en videoclips con bandas y artistas como Ramones, Dokken, Elvis Costello o Bette Midler.
En las décadas posteriores figuró principalmente como director o productor de episodios para series de televisión, como Fame, Central Park West, Timecop, Ally McBeal y Melrose Place.

## Filmografía destacada

### Cine
- Hollywood Boulevard (con Joe Dante) (1976)
- Deathsport (1978)
- Rock 'n' Roll High School (1979)
- Heartbeeps (1981)
- Get Crazy (1983)[6]
- Caddyshack II (1988)
- Shake, Rattle and Rock! (1994)
- Young at Heart (1995)
- Elvis Meets Nixon (1997)
- The Temptations (1998)
- Prince Charming (2001)